# Neusimmeringer Pfarrkirche

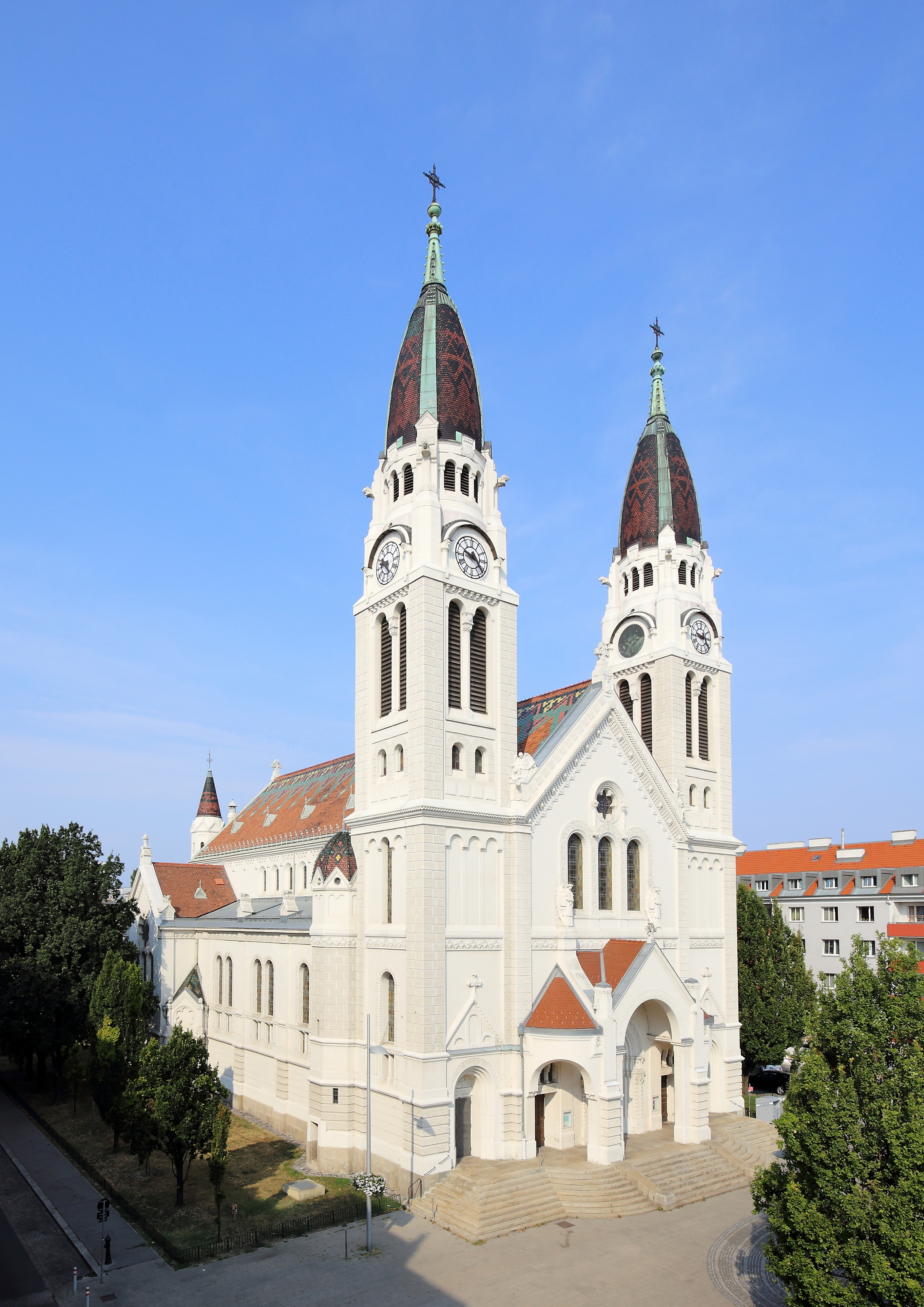
Römisch-katholische Pfarrkirche zur Unbefleckten Empfängnis in Simmering

Die römisch-katholische Neusimmeringer Pfarrkirche befindet sich im 11. Wiener Gemeindebezirk Simmering am Enkplatz und steht unter Denkmalschutz. Sie wurde von 1907 bis 1910 nach Entwürfen des Architekten Hans (Johann) Schneider im neuromanischen Stil errichtet und ist Maria, Unbefleckte Empfängnis geweiht. Die der Pfarrkirche zugehörige Pfarre Neusimmering liegt im Stadtdekanat 11 des zur Erzdiözese Wien gehörenden Vikariates Wien Stadt. Am 1. April 2018 wurde die Pfarre Neusimmering mit den Pfarren Hasenleiten und St. Lukas zur Pfarre Zur Göttlichen Liebe zusammengelegt. Die Pfarrkirche Neusimmering ist seither die Pfarrkirche der Pfarre Zur Göttlichen Liebe.

## Geschichte
Als in der zweiten Hälfte des 19. Jahrhunderts aufgrund der steigenden Bevölkerungszahlen Simmerings die alte Pfarrkirche zu klein wurde, begannen Diskussionen bezüglich des Baus einer neuen Kirche. Nach der 1872 erfolgten Gründung eines Kirchenbaufonds durch den Pfarrer Matthias Ziegler stellte 1886 die Gemeinde Simmering das Areal des damaligen Marktplatzes am Enkplatz für dieses Vorhaben zur Verfügung. Die Grundsteinlegung, der der Wiener Bürgermeister Karl Lueger und Erzherzog Franz Ferdinand beiwohnten, erfolgte jedoch erst am 26. Oktober 1907, da bis 1904 der Baugrund noch nicht gesichert war und bereits 1895 auf einem Teil des zugesagten Areals ein Amtshaus errichtet wurde. Drei Entwürfe für die architektonische Gestaltung der Kirche standen davor zur Auswahl, ein Volksentscheid fiel schließlich auf jenen von Hans Schneider, der bereits Jahre zuvor als Mitarbeiter von Heinrich von Ferstel an der Votivkirche mitwirkte. Die Ausführung erfolgte durch den Stadtbaumeister Georg Löwitsch, der bereits 1906 die Ausführung der Replik der Laimgrubenkirche in Mariahilf leitete.
Nach rund drei Jahren Bauzeit wurde die Kirche am Enkplatz am 7. Dezember 1910 in Anwesenheit von Kaiser Franz Joseph I. durch den Wiener Erzbischof-Koadjutor Franz Xaver Nagl eingesegnet. Als Kaiser-Franz-Joseph-Jubiläums-Kirche diente sie auch dem Andenken an das 60-jährige Regierungsjubiläum von Franz Joseph I. In den ersten Jahren ihres Bestehens war sie eine Filialkirche der Altsimmeringer Pfarrkirche, bis sie 1915 zur Pfarrkirche erhoben und damit selbstständig wurde. Während des Zweiten Weltkrieges wurde die Sakristei durch einen Bombentreffer zerstört, dabei kamen 14 Menschen ums Leben. 1946 und 1947 erfolgte eine Restaurierung der beschädigten Kirche. Das Hochaltarbild Geburt Mariens des Biedermeiermalers Leopold Kupelwieser wurde 1958 von der Stiftskirche Klosterneuburg hierher übertragen. 1966 wurde zur Erinnerung an die alte Mutterpfarre in die nördliche Kirchenwand die 1810 abgenommene Turmspitze der Altsimmeringer Pfarrkirche eingelassen. Ab 1999 wurden umfassende Renovierungsarbeiten durchgeführt.
Seit 29. November 2015 bildet die Pfarre Neusimmering im Rahmen des Strukturprozesses der Erzdiözese Wien, gemeinsam mit den Pfarren Altsimmering, Hasenleiten und St. Lukas einen Entwicklungsraum. Mit Wirkung vom 1. April 2018 wurden die Pfarren Neu-Simmering, Hasenleiten und St. Lukas zur neuen Pfarre „Zur Göttlichen Liebe“ zusammengefasst. Seither werden die drei Gemeinden vom Orden der Resurrektionisten seelsorglich betreut.

## Architektur
Die neuromanische Kirche mit ihren rund 56 Meter hohen Türmen mit spezifischen Turmdächern ist ein weithin sichtbares Wahrzeichen Simmerings. Die Doppelturmfassade hat einen offenen Portalvorbau. Das dreischiffige Kircheninnere bietet 2800 Menschen Platz. Die Konstruktion des Baues zählt zu den ersten Stahlbeton-Bauten in Wien und wurde vom k. und k. Hofschlosser und Eisenconstructeur Ignaz Gridl ausgeführt. Die Spannweite des Hauptschiffes beträgt 15 Meter, die lichte Höhe 19,65 Meter. Die Gesamtbreite der drei Schiffe beträgt 23,5 Meter, der Kirchenraum misst an seiner längsten Stelle 53 Meter.

## Ausstattung

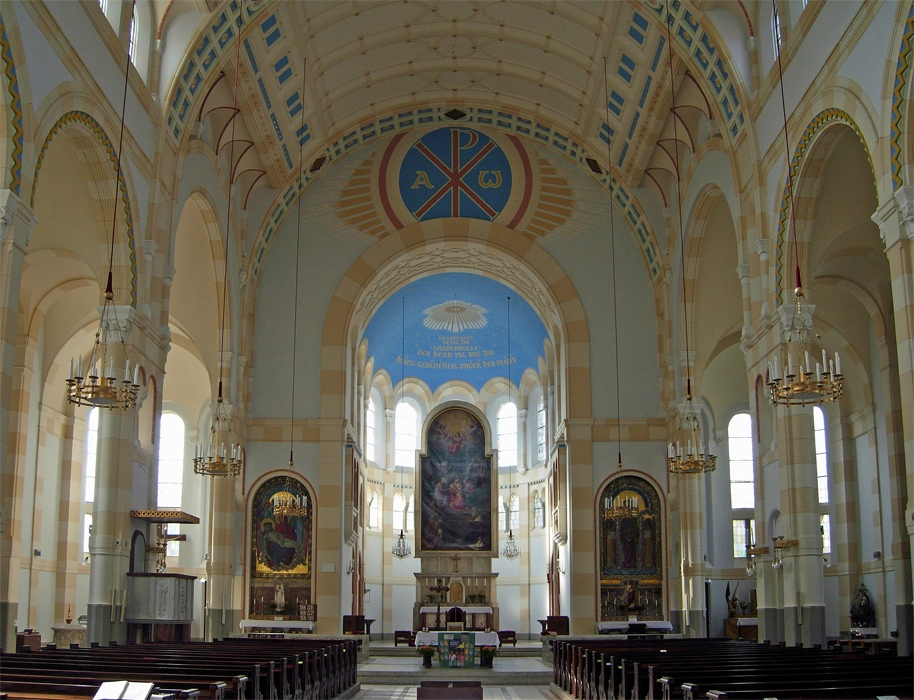
Innenansicht

Der heutige Hochaltar wurde 1958 aufgestellt. Das Altarbild wurde 1833 für den Hochaltar der Stiftskirche Klosterneuburg von Leopold Kupelwieser gemalt. In der linken unteren Ecke kniet der heilige Augustinus, ihm gegenüber in der rechten unteren Bildecke der heilige Leopold der auch das Stift Klosterneuburg gegründet hat. Auf einem Sockel zwischen den beiden Heiligen ist ein kreisförmiges Medaillon mit einer Darstellung des Propheten Jesaja mit einem Spruchband. Auf diesem steht: „Virgo concipiet et pariet“ (auf Deutsch: „Die Jungfrau wird empfangen und einen Sohn gebären.“) Am oberen Rand sind drei Frauenfiguren dargestellt, die die drei Göttlichen Tugenden Glaube, Hoffnung und Liebe darstellen. Die Hoffnung weist auf dem Altarbild auf ihre Funktion als „Mittlerin zu Gott“ hin die Glaubensdarstellung faltet betend die Hände und die Liebe trägt die kleine Maria – die Mutter Gottes. Darüber ist die Mutter Mariens Anna als Wöchnerin dargestellt. Neben ihrem Kopf ist der heilige Joachim dargestellt. Am Bettende sind helfende Frauen zu sehen. Darüber ist ein Marienmonogramm in einem Strahlenkranz gemalt. Rundherum sind Engel dargestellt, die Gott loben und preisen.
Die Kreuzwegstationen wie auch der Deckel des Taufsteins, der die „Taufe Jesu im Jordan“ darstellt, sind aus Bronze. Die Reliefs stammen vom Simmeringer Bildhauer Josef Ailec, genauso wie die Steinreliefs am Taufstein. Die Mosaike an den Seitenaltären stammen aus der Zeit um 1910. In den Rundbogennischen der Seitenalätre befinden sich sezessionistische Mosaike, die auf der linken Seite die „Schmerzhafte Muttergottes“ und auf der rechten Seite die heilige Cäcilia darstellen. Die 1919 von Gebrüder Rieger/Jägerndorf errichtete Orgel wurde 1960 von Philipp Eppel umgebaut und mit neuem Spieltisch versehen. Die Jakobsglocke aus dem Jahr 1909 stammt von der Glockengießerei Gößner, fünf weitere Glocken sind aus dem Jahr 1926.
1958 wurde eine Sandsteinfigur Unbefleckte Empfängnis des Bildhauers Franz Barwig vom im Zweiten Weltkrieg zerstörten Hochaltar in die Filialkirche Neubau-Kreuzstetten übertragen.

## Sonstiges
Der Komponist Friedrich Gulda führte in der Pfarrkirche Neusimmering seine Messe in B-Dur erstmals auf. Die Messe entstand als Abschlussarbeit des Kompositionsstudenten der Klasse von Joseph Marx.